# Saint-Jean-de-Ceyrargues
Saint-Jean-de-Ceyrargues ist eine französische Gemeinde im Département Gard in der Region Okzitanien (vor 2016 Languedoc-Roussillon). Sie gehört zum Kanton Alès-3 und zum Arrondissement Alès. Nachbargemeinden sind Saint-Étienne-de-l’Olm im Westen, Saint-Hippolyte-de-Caton im Nordwesten, Euzet im Nordosten, Baron im Osten, Saint-Maurice-de-Cazevieille im Südosten und Saint-Césaire-de-Gauzignan im Südwesten.

## Bevölkerungsentwicklung
| Jahr                       | 1962 | 1968 | 1975 | 1982 | 1990 | 1999 | 2008 | 2017 |
| -------------------------- | ---- | ---- | ---- | ---- | ---- | ---- | ---- | ---- |
| Einwohner                  | 121  | 136  | 109  | 117  | 155  | 156  | 163  | 164  |
| Quellen: Cassini und INSEE |      |      |      |      |      |      |      |      |